# 3128 Obruchev
3128 Obruchev eller 1979 FJ2 är en asteroid i huvudbältet som upptäcktes den 23 mars 1979 av den rysk-sovjetiske astronomen Nikolaj Tjernych vid Krims astrofysiska observatorium på Krim. Den har fått sitt namn efter Vladimir Obrutjev.
Asteroiden har en diameter på ungefär 20 kilometer och den tillhör asteroidgruppen Themis.